# Ejército del Estado Libre Irlandés
El Ejército Nacional, a veces mencionado no oficialmente  como Ejército del Estado Libre o Regulares, fue el ejército del Estado Libre irlandés desde enero de 1922 hasta octubre de 1924. Su función en este periodo estuvo definida por su servicio en la guerra civil irlandesa, en defensa de las instituciones establecidas por el Tratado anglo-irlandés. Michael Collins fue su primer jefe de Estado Mayor desde su establecimiento hasta su muerte en agosto de 1922.
El ejército hizo su primera aparición pública el 31 de enero de 1922, cuando el control del cuartel de Beggars Bush fue entregado por el Ejército británico. Sus primeras tropas eran voluntarios del Ejército Republicano irlandés (IRA) que apoyaban el Tratado Anglo-irlandés y al "Gobierno Provisional de Irlanda". Pero pronto surgió el enfrentamiento entre el Ejército Nacional y los miembros del IRA contrarios al Tratado, que no apoyaban al gobierno del Estado Libre irlandés. El 28 de junio de 1922 el Ejército Nacional comenzó un bombardeo de artillería sobre fuerzas del IRA anti-Tratado que habían ocupado el edificio de Four Courts en Dublín, dando comienzo a la guerra civil irlandesa.
El Ejército Nacional creció rápidamente para poder luchar en la guerra civil contra el IRA anti-Tratado, en una campaña que finalizó con éxito en mayo de 1923. Desde el 1 de octubre de 1924, el Ejército fue transformado en una fuerza más pequeña y mejor organizada; el término "ejército Nacional" fue reemplazado con el establecimiento legal de las Fuerzas de Defensa Irlandesas como fuerza militar del Estado Libre irlandés.

## Historia

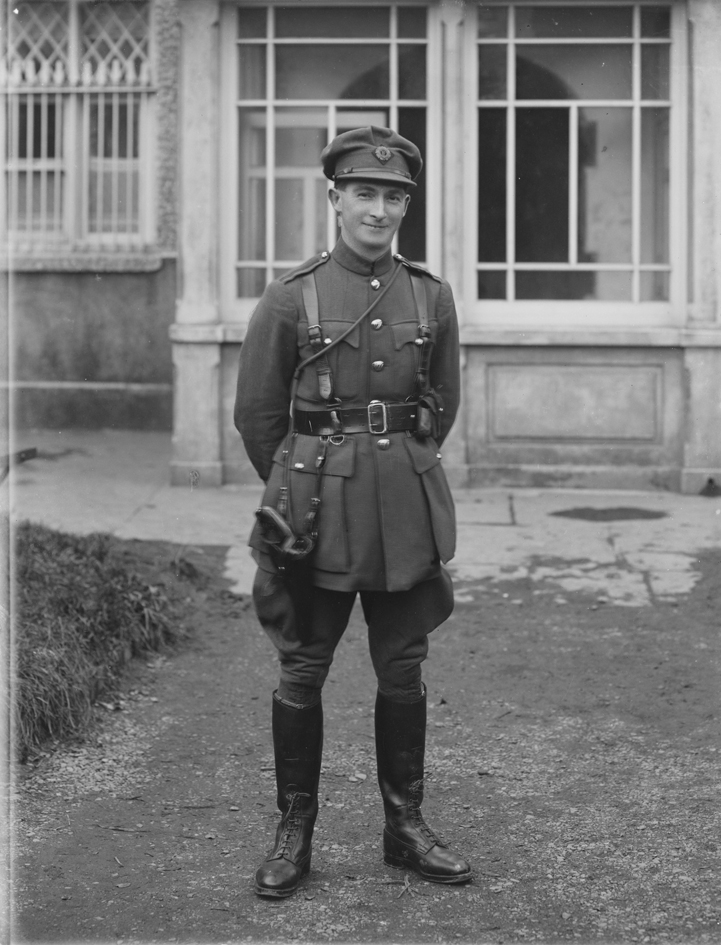
Commdt. Hetherington Del Ejército Nacional irlandés, fotografió el 7 de noviembre de 1922.

El Ejército Nacional se constituyó a partir del Ejército Republicano irlandés (IRA), que emergió de la guerra de Independencia irlandesa como un ejército de lucha de guerrillas contra el Ejército británico y la Royal Irish Constabulary. El 31 de enero de 1922 la primera unidad del nuevo Ejército Nacional, una antigua unidad del IRA de la Guardia de Dublín, tomó posesión del Cuartel de Beggars Bush, el primer cuartel británico entregado al estado nuevo. Michael Collins construyó este nuevo ejército alrededor del preexistente IRA, pero la mitad de esta organización rechazó los compromisos estipulados en el Tratado anglo-irlandés, y defendía la continuidad de la República irlandesa que había existido entre 1919 y 1921.
En febrero de 1922, el nuevo Gobierno Provisional comenzó a reclutar voluntarios para el Ejército Nacional. Se quería reunir una fuerza de 4000 hombres, pero tras el estallido de la Guerra Civil, el 5 de julio de 1922 el Gobierno Provisional autorizó una recluta de hasta 35 000 hombres. Muchos de los reclutas del ejército nuevo eran veteranos del Ejército británico en la Primera Guerra Mundial, donde  habían servido en los regimientos irlandeses del Ejército británico; hacia mayo de 1923 la cifra de soldados había alcanzado los 58 000 soldados. El Ejército Nacional carecía de los medios y los conocimientos para entrenar una fuerza de tal envergadura.

### La Guerra Civil

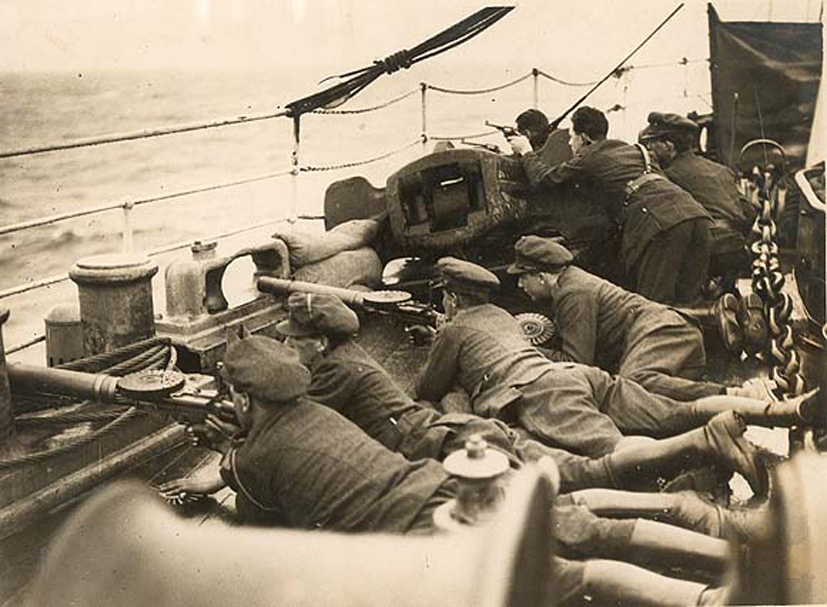
Soldados de Ejército nacional a bordo un barco durante la Guerra Civil

En marzo de 1922, se produjo una situación de tensión entre 700 hombres del Ejército Nacional y el IRA anti-Tratado a la hora de ocupar los cuarteles abandonados por las tropas británicas en Limerick. La situación quedó temporalmente resuelta en abril cuando ambos bandos decidieron ocupar dos cuarteles cada uno. En abril de 1922 el General de Brigada Adamson –uno de los fundadores del Ejército Nacional– fue asesinado por el IRA en Athlone. A comienzos de mayo de 1922 se produjo un enfrentamiento aún más serio en Kilkenny, cuando el IRA ocupó el centro de la ciudad y 200 soldados del Ejército Nacional fueron enviados desde Dublín para dispersarles. 18 personas murieron en Kilkenny. En un intento por evitar el estallido de una de guerra civil, ambos bandos acordaron una tregua el 3 de mayo de 1922.
El 14 de abril de 1922, 200 soldados del IRA Anti-Tratado dirigidos por Rory O'Connor ocuparon Four Courts y muchos otros edificios en el centro de Dublín, provocando una situación tensa. El 27 de junio de 1922, la guarnición del IRA de Four Courts secuestró a JJ "Ginger" O'Connell, general del Ejército Nacional. Después de dar a los insurrectos un ultimátum para abandonar el edificio, el Gobierno Provisional decidió obligar a los rebeldes a rendinrse: a las 4:29 a. m. del 28 de junio de 1922, cañones de 18 libras abrieron fuego sobre Four Courts. El Gobierno Provisional nombró a Michael Collins Comandante-en-Jefe del Ejército Nacional. Esta decisión marcó un punto de no retorno y significó el inicio de la guerra civil irlandesa. El grupo del IRA en Four Courts, que sólo disponía de armamento ligero, se rindió después de dos días de lucha y los edificios fueron tomados por las tropas de Ejército Nacional. La lucha continuó en Dublín hasta el 5 de julio de 1922, ya que unidades del IRA de la Brigada de Dublín dirigida por Oscar Traynor ocuparon la Calle O'Connell (O'Connell Street), provocando luchas callejeras durante una semana. En total, hubo 65 muertos y 280 heridos.
Los británicos proporcionaron artillería, aeronaves, coches blindados, ametralladoras, munición y armamento ligero al Ejército Nacional. Michael Collins, Richard Mulcahy y Eoin O'Duffy planearon una ofensiva a escala nacional, enviando columnas a través del país para tomar Limerick y Waterford y fuerzas marítimas a los Condados de Cork, Kerry y Mayo. La única batalla convencional de la ofensiva fue la Batalla de Killmallock. Collins fue asesinado en una emboscada por fuerzas del IRA en Béal na Bláth en Cork el 22 de agosto de 1922; fue sustituido por el general Richard Mulcahy.
Una de las tropas más eficaces del Ejército Nacional era la Guardia de Dublín, que llevó el peso de la ofensiva del Estado Libre en el verano de 1922. La Guardia fue formada en junio de 1921 por al fusión de los escuadrones del IRA y la unidad de Servicio Activa del IRA en Dublín, ambas pro-Tratado y muy afines a Michael Collins. Sus oficiales, 'formaron el cadre del Guardia de Dublín'. Después del inicio de guerra civil, la Guardia creció rápidamente gracias al reclutamiento de muchos más hombres, incluyendo veteranos irlandeses del Ejército británico. Actuó particularmente en Condado de Kerry, que ocuparon tras un exitoso ataque a Tralee en agosto de 1922, en el que se emplearon con brutalidad, ejecutando sumariamente a los soldados del IRA capturados. Los ejemplos más notorios de estos hechos se produjeron en Ballyseedy donde nueve prisioneros del IRA fueron atados a una mina terrestre; la detonación mató a ocho y sólo dejó vivo a, Stephen Fuller, que pudo huir tras la explosión.
Frank Aiken, Jefe del Estado Mayor del IRA ordenó a los voluntarios abandonar las armas el 24 de mayo de 1923, poniendo fin a la guerra.

### Establecimiento de las Fuerzas de Defensa
Tras el fin de la Guerra Civil, el Ejército Nacional era demasiado grande para cumplir sus funciones en tiempo de paz y demasiado caro de mantener para el nuevo estado irlandés. Además, muchos de los reclutas de la guerra civil estaban mal entrenados y eran indisciplinados, lo que les hacía inadecuados para convertirse en militares profesionales. En otoño de 1923, el gobierno empezó a reducir el tamaño del Ejército Nacional. Esto redujo los efectivos en 30 000 hombres (incluyendo 2200 oficiales) en marzo de 1924.
El 3 de agosto de 1923, el Estado Libre irlandés aprobó la Ley de Fuerzas de Defensa (Provisiones Provisionales), creando "una fuerza armada que será llamada Óglaigh na hÉireann (de ahora en adelante las Fuerzas) que estaría formada por oficiales, oficiales sin mando y hombres según lo que estableciera el Oireachtas". "Las Fuerzas serán establecidas tan de una fecha para ser fijada por Proclamación del Consejo Ejecutivo en la Iris Oifigiúil". El establecimiento de las Fuerzas tuvo lugar el 1 de octubre de 1924.
Esta fecha marca el final de la fase inicial del Ejército Nacional y el establecimiento legal de las Fuerzas de Defensa Irlandesas como la fuerza militar del Estado Libre Irlandés. Aun así, no era una fuerza nueva: la legislación establecía explícitamente que las Fuerzas de Defensa tendrían la misma normativa, organización, personal, órdenes y regulaciones que el ejército de 1922–24.
El Cuerpo de Infantería Especial se creó en las etapas finales de la Guerra Civil, para revertir las ocupaciones ilegales de tierra y terminar las huelgas de peones agrícolas en Munster y el sur de Leinster, así como finalizar la ocupación de las fábricas por los huelguistas.
En 1924, un pequeño grupo de oficiales, dirigido principalmente por antiguos miembros del Escuadrón, se resistieron a los intentos de desmovilización. Esta situación desembocaría en el "Motín del Ejército", que acabó resolviéndose pacíficamente tras reconocerse la autoridad del gobierno del Estado Libre irlandés.

## Organización
La organización inicial del Ejército Nacional estaba basada en el sistema de divisiones y brigadas del IRA. En enero de 1923 se implantó un sistema nuevo, por el que se dividía el territorio del Estado Libre irlandés en nueve demarcaciones.
Las nueve demarcaciones fueron Dublín, Athlone, Donegal, Claremorris, Limerick, Kerry, Waterford, Cork y Curragh